# Christiane Henriette von Pfalz-Zweibrücken

Christiane von Pfalz-Zweibrücken, Fürstin von Waldeck und Pyrmont

Christiane Henriette von Pfalz-Zweibrücken-Birkenfeld (* 16. November 1725 in Rappoltsweiler; † 11. Februar 1816 in Arolsen) war eine Pfalzgräfin von Zweibrücken-Birkenfeld und durch Heirat Fürstin von Waldeck und Pyrmont.

## Leben
Christiane Henriette war eine Tochter des Pfalzgrafen und Herzogs Christian III. von Zweibrücken (1674–1735) aus dessen Ehe mit Karoline (1704–1774), Tochter des Grafen Ludwig Kraft von Nassau-Saarbrücken. Christiane Henriette war eine Schwester des Zweibrücker Herzogs Christian IV., der Großen Landgräfin und des Generalfeldmarschalls Friedrich Michael. Zudem war sie eine Tante des ersten bayerischen Königs Maximilian I.
Sie heiratete am 19. August 1741 in Zweibrücken Fürst Karl von Waldeck und Pyrmont (1704–1763). Nach dem Tod ihres Mannes übte sie 1764 bis 1766 im Fürstentum für ihren Sohn Friedrich die Vormundschaft aus. Für die Fürstin wurde in den Jahren 1764 bis 1778 durch Franz Friedrich Rothweil das Neue Schloss in Arolsen als Witwensitz (Wittumspalais) errichtet.
Christiane Henriette galt als kunstsinnig und wissenschaftlich hochgebildet. Sie war eine enge Freundin des Anthropologen Johann Friedrich Blumenbach. Christiane legte eine umfassende Bibliothek an, die im Jahr 1788 ca. 6.000 Bände umfasste, und unterhielt in ihrer Residenz Arolsen ein Kunst- und Naturalienkabinett.
Als Christiane Henriette im hohen Alter von 90 Jahren starb, hinterließ sie beträchtliche Schulden, weshalb Teile ihrer Bibliothek und Gemäldesammlung 1820 versteigert werden mussten. Sie wurde im Baumpark des Neuen Schlosses in Arolsen bestattet.

## Nachkommen
Aus ihrer Ehe hatte Christiane Henriette folgende Kinder:
- Karl (1742–1756)
- Friedrich (1743–1812), Fürst von Waldeck und Pyrmont
- Christian (1744–1798), portugiesischer Feldmarschall
- Georg I. (1747–1813), Fürst von Waldeck und Pyrmont

⚭ 1784 Prinzessin Auguste von Schwarzburg-Sondershausen (1768–1849)
- Karoline Luise (1748–1782)

⚭ 1765 (geschieden 1772) Herzog Peter Biron von Kurland (1724–1800)
- Luise (1751–1816)

⚭ 1775 Herzog Friedrich von Nassau-Usingen (1738–1816)
- Ludwig (1752–1793), holländischer General, gefallen